# Persone di cognome Collins
| Questa pagina contiene informazioni ricavate automaticamente dalle voci biografiche con l'ausilio del template Bio e di un bot. L'aggiornamento è periodico e automatico e ricostruisce completamente la pagina. Se manca una persona in questa lista, sei pregato di non aggiungerla, ma accertati piuttosto che la sua voce biografica contenga il template Bio e che i dati anagrafici siano correttamente compilati. Se il template Bio manca, inseriscilo tu stesso o, in alternativa, metti l'avviso {{tmp\|Bio}} che ne segnala la mancanza. Se i dati riportati sono sbagliati, correggi direttamente la voce biografica; le modifiche saranno visibili in questa lista entro pochi giorni. Per chiarimenti vedi il progetto antroponimi. La lista contiene solo le 166 persone che sono citate nell'enciclopedia e per le quali è stato implementato correttamente il template Bio. Pagina aggiornata al 7 ago 2025. |

Questa è una lista di persone presenti nell'enciclopedia che hanno il cognome Collins, suddivise per attività principale.

## Allenatori di baseball(1)
- Terry Collins, allenatore di baseball statunitense (Midland, n. 1949)

## Allenatori di calcio(3)
- John Collins, allenatore di calcio e ex calciatore scozzese (Galashiels, n. 1968)
- Neill Collins, allenatore di calcio e ex calciatore scozzese (Troon, n. 1983)
- Sam Collins, allenatore di calcio e ex calciatore inglese (Pontefract, n. 1977)

## Allenatori di pallacanestro(1)
- Chris Collins, allenatore di pallacanestro e ex cestista statunitense (n. 1974)

## Astronaute(1)
- Eileen Collins, ex astronauta statunitense (Elmira, n. 1956)

## Astronauti(1)
- Michael Collins, astronauta statunitense (Roma, n. 1930 - Marco Island, † 2021)

## Astronomi(1)
- Michael Collins, astronomo statunitense

## Attori(12)
- Chad Michael Collins, attore statunitense (Albany, n. 1979)
- Eddie Collins, attore statunitense (Atlantic City, n. 1883 - Arcadia, † 1940)
- Gary Collins, attore e conduttore televisivo statunitense (Venice, n. 1938 - Biloxi, † 2012)
- Greg Collins, attore e giocatore di football americano statunitense (Troy, n. 1952)
- Jack Collins, attore statunitense (New York, n. 1918 - Los Angeles, † 2005)
- K.C. Collins, attore canadese
- Paul Collins, attore britannico (Londra, n. 1936)
- Ray Collins, attore statunitense (Sacramento, n. 1889 - Santa Monica, † 1965)
- Dean Collins, attore statunitense (Los Angeles, n. 1990)
- Michael Collins, attore britannico (Isleworth, n. 1922 - Abbotsford, † 1979)
- Russell Collins, attore statunitense (Indianapolis, n. 1897 - West Hollywood, † 1965)
- Stephen Collins, attore e cantante statunitense (Des Moines, n. 1947)

## Attrici(12)
- Cora Sue Collins, attrice statunitense (Beckley, n. 1927 - Beverly Hills, † 2025)
- Dorothy Collins, attrice e cantante canadese (Windsor, n. 1926 - Watervliet, † 1994)
- Jessica Collins, attrice statunitense (Schenectady, n. 1971)
- Joan Collins, attrice e socialite britannica (Londra, n. 1933)
- Jose Collins, attrice e cantante britannica (Londra, n. 1887 - Epping, † 1958)
- Karley Scott Collins, attrice statunitense (n. 1999)
- Lauren Collins, attrice canadese (Thornhill, n. 1986)
- Lily Collins, attrice e modella britannica (Guildford, n. 1989)
- Lynn Collins, attrice statunitense (Houston, n. 1977)
- Mo Collins, attrice e comica statunitense (Minneapolis, n. 1965)
- Pauline Collins, attrice britannica (Exmouth, n. 1940)
- Roberta Collins, attrice statunitense (Alhambra, n. 1944 - Los Angeles, † 2008)

## Attrici pornografiche(1)
- Careena Collins, ex attrice pornografica e regista statunitense (n. 1967)

## Avvocati(1)
- Richard Henn Collins, avvocato irlandese (Dublino, n. 1842 - Hove, † 1911)

## Biblisti(1)
- John J. Collins, biblista irlandese (Newport, n. 1946)

## Calciatori(10)
- Tony Collins, calciatore e allenatore di calcio inglese (Kensington, n. 1926 - † 2021)
- Bobby Collins, calciatore e allenatore di calcio scozzese (Glasgow, n. 1931 - Leeds, † 2014)
- Bradley Collins, calciatore inglese (Southampton, n. 1997)
- Danny Collins, ex calciatore inglese (Chester, n. 1980)
- Glen Collins, ex calciatore neozelandese (Christchurch, n. 1977)
- James Michael Collins, ex calciatore gallese (Newport, n. 1983)
- James Collins, calciatore inglese (Coventry, n. 1990)
- Jamilu Collins, calciatore nigeriano (Kaduna, n. 1994)
- Nathan Collins, calciatore irlandese (Leixlip, n. 2001)
- Nnamdi Collins, calciatore tedesco (Düsseldorf, n. 2004)

## Canoisti(2)
- Daniel Collins, ex canoista australiano (Sydney, n. 1970)
- Jackson Collins, canoista australiano (Gold Coast, n. 1998)

## Canottieri(1)
- John Collins, canottiere britannico (Twickenham, n. 1989)

## Cantanti(7)
- Bootsy Collins, cantante e bassista statunitense (Cincinnati, n. 1951)
- Charles Collins, cantante e attore statunitense (Frederick, n. 1904 - Montecito, † 1999)
- Chris Collins, cantante e chitarrista statunitense (Long Island, n. 1967)
- Sizzla, cantante giamaicano (Saint Mary, n. 1976)
- Shirley Collins, cantante britannica (Hastings, n. 1935)
- Zoe Collins, cantante britannica (Sheffield, n. 1943 - † 2008)
- Anna Margaret, cantante e attrice statunitense (Lecompte, n. 1996)

## Cantautori(1)
- Phil Collins, cantautore, polistrumentista e produttore discografico britannico (Chiswick, n. 1951)

## Cantautrici(2)
- Gail Collins, cantautrice e artista statunitense (n. 1941 - Ajijic, † 2013)
- Judy Collins, cantautrice e attrice statunitense (Seattle, n. 1939)

## Cardinali(1)
- Thomas Christopher Collins, cardinale e arcivescovo cattolico canadese (Guelph, n. 1947)

## Cestiste(1)
- Stef Collins, ex cestista e allenatrice di pallacanestro britannica (Upper Heyford, n. 1982)

## Cestisti(19)
- Art Collins, ex cestista statunitense (Sandersville, n. 1954)
- Bill Collins, cestista statunitense (Boston, n. 1953 - Las Vegas, † 2008)
- Don Collins, ex cestista statunitense (Toledo, n. 1958)
- Doug Collins, ex cestista, allenatore di pallacanestro e dirigente sportivo statunitense (Christopher, n. 1951)
- Mardy Collins, ex cestista statunitense (Filadelfia, n. 1984)
- Andre Collins, ex cestista statunitense (Crisfield, n. 1982)
- Anthony Collins, cestista statunitense (Houston, n. 1992)
- Chauncey Collins, cestista statunitense (Oklahoma City, n. 1995)
- Coleman Collins, ex cestista statunitense (Princeton, n. 1986)
- Corban Collins, cestista statunitense (High Point, n. 1994)
- DeJuan Collins, ex cestista statunitense (Youngstown, n. 1976)
- Dwayne Collins, cestista statunitense (Miami, n. 1988 - † 2025)
- James Collins, ex cestista statunitense (Jacksonville, n. 1973)
- Jarron Collins, ex cestista e allenatore di pallacanestro statunitense (Northridge, n. 1978)
- Jason Collins, ex cestista statunitense (Northridge, n. 1978)
- Jimmy Collins, cestista e allenatore di pallacanestro statunitense (Syracuse, n. 1946 - † 2020)
- Sherron Collins, ex cestista statunitense (Chicago, n. 1987)
- Yuri Collins, cestista statunitense (St. Louis, n. 2001)
- Zach Collins, cestista statunitense (North Las Vegas, n. 1997)

## Chitarristi(2)
- Albert Collins, chitarrista e cantante statunitense (Leona, n. 1932 - Las Vegas, † 1993)
- John Collins, chitarrista statunitense (Montgomery, n. 1913 - Los Angeles, † 2001)

## Cornisti(1)
- Junior Collins, cornista statunitense (Pine Bluff, n. 1927 - Dublin, † 1976)

## Doppiatori(1)
- Christopher Collins, doppiatore e attore statunitense (Orange, n. 1949 - Ventura, † 1994)

## Filosofi(1)
- Anthony Collins, filosofo inglese (Heston, n. 1676 - Londra, † 1729)

## Generali(1)
- Joseph Collins, generale statunitense (New Orleans, n. 1896 - Washington, † 1987)

## Genetisti(1)
- Francis Collins, genetista statunitense (Staunton, n. 1950)

## Giocatori di baseball(2)
- Jimmy Collins, giocatore di baseball e allenatore di baseball statunitense (Buffalo, n. 1870 - Buffalo, † 1943)
- Zack Collins, giocatore di baseball statunitense (Pembroke Pines, n. 1995)

## Giocatori di football americano(16)
- Tony Collins, ex giocatore di football americano statunitense (Sanford, n. 1959)
- Alex Collins, giocatore di football americano statunitense (Fort Lauderdale, n. 1994 - Lauderdale Lakes, † 2023)
- Alfred Collins, giocatore di football americano statunitense (n. 2001)
- Anthony Collins, ex giocatore di football americano statunitense (Beaumont, n. 1985)
- Mo Collins, giocatore di football americano statunitense (Charlotte, n. 1976 - Charlotte, † 2014)
- Gary Collins, ex giocatore di football americano statunitense (Williamstown, n. 1940)
- Glen Collins, ex giocatore di football americano statunitense (Jackson, n. 1959)
- Jalen Collins, giocatore di football americano statunitense (Kansas City, n. 1993)
- Jamie Collins, giocatore di football americano statunitense (McCall Creek, n. 1990)
- Kerry Collins, ex giocatore di football americano statunitense (Lebanon, n. 1972)
- La'el Collins, giocatore di football americano statunitense (Baton Rouge, n. 1993)
- Landon Collins, giocatore di football americano statunitense (New Orleans, n. 1994)
- Nico Collins, giocatore di football americano statunitense (Pinson, n. 1999)
- Shawn Collins, ex giocatore di football americano statunitense (San Diego, n. 1967)
- Todd Collins, ex giocatore di football americano statunitense (Walpole, n. 1971)
- Zaven Collins, giocatore di football americano statunitense (Tulsa, n. 1999)

## Giornaliste(1)
- Kaitlan Collins, giornalista statunitense (Prattville, n. 1992)

## Giornalisti(1)
- Larry Collins, giornalista e scrittore statunitense (Hartford, n. 1929 - Fréjus, † 2005)

## Hockeisti su ghiaccio(1)
- Bill Collins, ex hockeista su ghiaccio canadese (Ottawa, n. 1943)

## Matematici(1)
- John Collins, matematico inglese (Oxford, n. 1625 - Londra, † 1683)

## Medici(1)
- Samuel Collins, medico e saggista inglese (n. 1619 - † 1670)

## Musicisti(2)
- Edwyn Collins, musicista e cantante scozzese (Edimburgo, n. 1959)
- Ray Collins, musicista statunitense (Pomona, n. 1936 - Claremont, † 2012)

## Neurologi(1)
- Joseph Collins, neurologo statunitense (Brookfield, n. 1866 - New York, † 1950)

## Pallavoliste(1)
- Chloe Collins, pallavolista statunitense (Savannah, n. 1995)

## Patrioti(1)
- Michael Collins, patriota, politico e militare irlandese (Clonakilty, n. 1890 - Béal na Bláth, † 1922)

## Personaggi televisivi(1)
- Ben Collins, personaggio televisivo e pilota automobilistico inglese (Bristol, n. 1975)

## Piloti automobilistici(1)
- Peter Collins, pilota automobilistico britannico (Kidderminster, n. 1931 - Bonn, † 1958)

## Pittori(2)
- Cecil Collins, pittore inglese (Plymouth, n. 1908 - Londra, † 1989)
- Charles Allston Collins, pittore e scrittore inglese (Londra, n. 1828 - Londra, † 1873)

## Poeti(2)
- William Collins, poeta britannico (Chichester, n. 1721 - † 1759)
- Billy Collins, poeta, anglista e insegnante statunitense (New York, n. 1941)

## Politiche(6)
- Barbara-Rose Collins, politica statunitense (Detroit, n. 1939 - Detroit, † 2021)
- Cardiss Collins, politica statunitense (Saint Louis, n. 1931 - † 2013)
- Jane Collins, politica britannica (Pontefract, n. 1972)
- Judith Collins, politica neozelandese (Hamilton, n. 1959)
- Martha Layne Collins, politica statunitense (Bagdad, n. 1936)
- Susan Collins, politica statunitense (Caribou, n. 1952)

## Politici(7)
- Chris Collins, politico statunitense (Schenectady, n. 1950)
- David Collins, politico, calciatore e cestista gilbertese (Maiana, n. 1972)
- Doug Collins, politico statunitense (Gainesville, n. 1966)
- Mac Collins, politico statunitense (Jackson, n. 1944 - Flovilla, † 2018)
- Mike Collins, politico statunitense (Jackson, n. 1967)
- Bob Collins, politico australiano (n. 1946 - † 2007)
- LeRoy Collins, politico e avvocato statunitense (Tallahassee, n. 1909 - Tallahassee, † 1991)

## Produttori discografici(2)
- Greg Collins, produttore discografico e compositore statunitense (n. 1969)
- Peter Collins, produttore discografico britannico (Reading, n. 1951 - Nashville, † 2024)

## Rapper(3)
- Kid Ink, rapper, cantautore e produttore discografico statunitense (Los Angeles, n. 1986)
- Coi Leray, rapper e cantante statunitense (Boston, n. 1997)
- RBX, rapper statunitense (Long Beach, n. 1968)

## Registi(5)
- Alf Collins, regista e attore inglese (Inghilterra, n. 1866 - † 1951)
- Edwin J. Collins, regista britannico (Cheltenham, n. 1875 - † 1937)
- John H. Collins, regista e sceneggiatore statunitense (New York, n. 1889 - New York, † 1918)
- Lewis D. Collins, regista statunitense (Baltimora, n. 1899 - Hollywood, † 1954)
- Vince Collins, regista e animatore statunitense (n. 1944)

## Religiosi(1)
- Donal Collins, religioso irlandese († 2010)

## Rugbisti a 15(1)
- Jerry Collins, rugbista a 15 neozelandese (Apia, n. 1980 - Béziers, † 2015)

## Saltatori con gli sci(1)
- Steve Collins, ex saltatore con gli sci canadese (Thunder Bay, n. 1964)

## Sassofonisti(1)
- Mel Collins, sassofonista e flautista britannico (Banstead, n. 1947)

## Scacchisti(1)
- John W. Collins, scacchista statunitense (Newburgh, n. 1912 - New York, † 2001)

## Sciatori alpini(1)
- Sam Collins, ex sciatore alpino statunitense

## Sciatrici alpine(1)
- Jennifer Collins, ex sciatrice alpina statunitense (n. 1975)

## Scrittori(2)
- Paul Collins, scrittore statunitense (Pennsylvania, n. 1969)
- Wilkie Collins, scrittore inglese (Marylebone, n. 1824 - Londra, † 1889)

## Scrittrici(3)
- Jackie Collins, romanziera e attrice britannica (Londra, n. 1937 - Beverly Hills, † 2015)
- Mabel Collins, scrittrice inglese (Saint Peter Port, n. 1851 - Gloucester, † 1927)
- Suzanne Collins, scrittrice e sceneggiatrice statunitense (Hartford, n. 1962)

## Snowboarder(1)
- Tiarn Collins, snowboarder neozelandese (Brisbane, n. 1999)

## Sociologi(1)
- Randall Collins, sociologo statunitense (Knoxville, n. 1941)

## Tenniste(2)
- Danielle Collins, tennista statunitense (St. Petersburg, n. 1993)
- Sandy Collins, ex tennista statunitense (n. 1958)

## Tennisti(2)
- Ian Collins, tennista britannico (Glasgow, n. 1903 - Bearsden, † 1975)
- Larry Collins, ex tennista statunitense

## Velocisti(1)
- Kim Collins, ex velocista nevisiano (Ogee's, n. 1976)

## Vescovi cattolici(1)
- Barry Francis Collins, vescovo cattolico australiano (Waitara, n. 1938 - Forbes, † 2000)

## Wrestler(1)
- Ryan Collins, wrestler statunitense (Sand Springs, n. 1985)

## Senza attività specificata(2)
- Toni Adams, statunitense (Freer, n. 1964 - Louisville, † 2010)
- Christine Collins, statunitense (Los Angeles, n. 1888 - Los Angeles, † 1964)